# パチスロ777プロフェッショナル
『パチスロ777プロフェッショナル』（パチスロスリーセブンプロフェッショナル）は、竹書房が発行していた日本の漫画雑誌。毎月7日発売。発行部数は10万部。
パチスロ漫画誌。2011年に『近代麻雀』増刊の『スーパーパチスロ777プロフェッショナル』で創刊。2012年7月9日に『パチスロ777プロフェッショナル』で独立創刊。最新・人気台の情報・実戦攻略、ストーリー、オカルト攻略などバラエティに富んだ紙面とプロ&ライター陣が徹底攻略した漫画が数多く掲載されていた。

## 連載作品
- MAX〜ドブネズミ復活〜（原作：高木MAX、作画：ユウダイ）
- アシすとっ!!（原作：望月ななみ、作画：なで拓瀬）
- スロの女神さま!?（風屋カズヤ）
- プロスロ外伝（原作：ガリぞう、作画：畠山耕太郎）
- ポロリの定義（原作：ポロリ、作画：はぎおはぎ）
- おかだ獅子ふんじん!!（おかだしょうこ）
- ぱちすろのお時間（原作：しのけん、作画：カワサキカオリ）
- へんぷろ（原作：関口編集長、作画：中河原京子）
- まひまひ（中村まっひぃ）
- 即効!本生ワサビ（原作：ワサビ、作画：宮塚タケシ）
- 虹色ボタン（原案：小椋茂樹、作画：さいとー栄）

## 関連誌
- 『スーパーパチスロ777』 - パチスロ漫画誌。毎月19日発売。